# Celtic Park
El Celtic Park es un estadio de fútbol de Glasgow, Escocia, propiedad del Celtic Football Club. Con una capacidad de 60.832 espectadores sentados, es el más grande de Escocia y el octavo estadio más grande del Reino Unido, después de Murrayfield, Old Trafford, el estadio Olímpico de Londres, Twickenham, Wembley, Millennium Stadium y Emirates Stadium. Es comúnmente conocido por los aficionados del Celtic como "Parkhead" —por el nombre del distrito en el que se sitúa en Glasgow— o "Paradise".
El Celtic fue fundado en noviembre de 1887 y diseñó un campo en Parkhead en 1888. El club se trasladó a un sitio diferente en 1892 cuando el precio del alquiler se incrementó considerablemente. El nuevo estadio fue desarrollado con forma oval, con grandes secciones de gradas. El récord de asistencia de 83 500 tuvo lugar en una Old Firm el 1 de enero de 1938. Las gradas fueron cubiertas y fueron instalados proyectores entre 1957 y 1971. El Informe Taylor ordenó que todos los grandes clubes debían tener un estadio cuya capacidad fuese todo asientos en agosto de 1994. El Celtic estaba en una mala situación financiera a principios de 1990 y no se produjo ningún trabajo de remodelación importante hasta que Fergus McCann tomó el control del club en marzo de 1994. Llevó a cabo un plan para demoler las antiguas gradas y desarrollar un nuevo estadio en una reconstrucción por fases, que se completó en agosto de 1998. 
Celtic Park ha sido a menudo utilizado como sede de partidos internacionales y finales de la Copa de Escocia, sobre todo cuando Hampden Park no ha estado disponible. Antes de la Primera Guerra Mundial, el Celtic Park acogió varios otros eventos deportivos, como juegos gaélicos, pruebas de atletismo y el Campeonato Mundial de Ciclismo en Pista de 1897. También se celebraron festejos al aire libre y campañas de reclutamiento para la Primera Guerra Mundial. Celtic Park también se ha utilizado para conciertos, incluyendo las actuaciones de The Who y U2.

## Historia

### 1888–1957
El Celtic Football Club se fundó en noviembre de 1887. El Celtic Park original fue construido en el cruce noreste de Springfield Road y London Road en Parkhead por un grupo de voluntarios dentro de los seis meses de fundación del club. Su primer partido fue un partido entre el Hibernian y Cowlairs. El Celtic jugó su primer partido el 28 de mayo de 1888 en el Celtic Park ante el Rangers, que el equipo verdiblanco ganó 5-2. Además, fue sede de un partido del British Home Championship entre Escocia e Irlanda el 28 de marzo de 1891. El Celtic se vio obligado a abandonar el recinto en 1892 cuando el propietario aumentó la renta anual de 50 a 450 libras esterlinas.

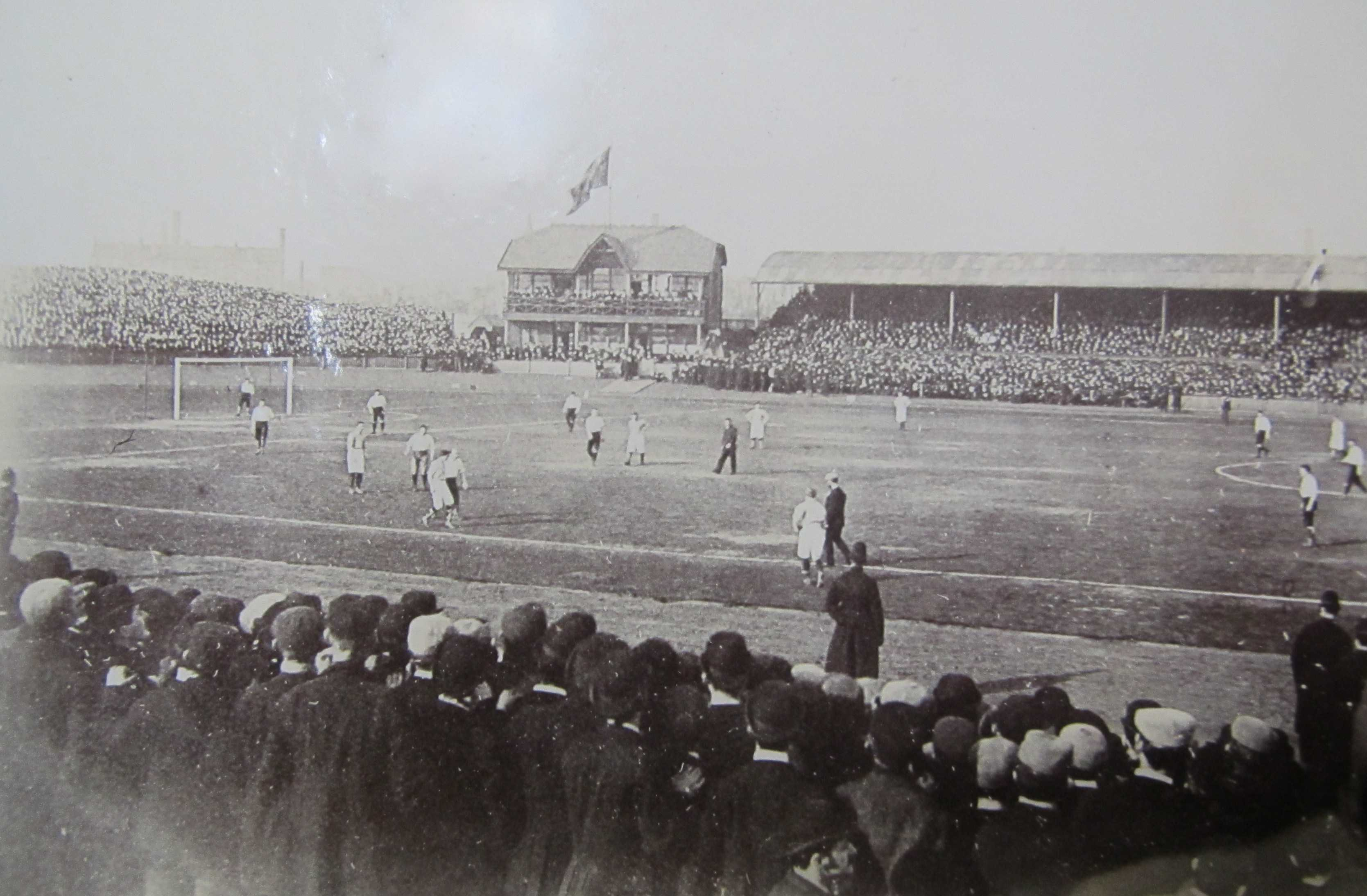
Celtic Park en la década de 1890. Esta imagen muestra el pabellón y la tribuna adyacente.

El nuevo estadio fue construido en una fábrica abandonada en Janefield Street, a 200 metros de la antigua sede. El primer césped, que había sido transportado desde el condado de Donegal, fue colocado por el patriota irlandés Michael Davitt y se plantaron tréboles. Recitó un verso que decía que el césped "echaría raíces y florecería", pero fue robado poco después. Un periodista dijo que la medida era "salir del cementerio para entrar en el paraíso", motivo por el cual el estadio era —y aún es— conocido como "Paradise", que en castellano significa «paraíso». El nuevo Celtic Park fue inaugurado el 20 de agosto de 1892 con un partido frente al Renton. Un periodista que escribía en el Athletic News describió Celtic Park como el mejor campo de fútbol de Gran Bretaña en ese momento, título que sólo podía haber sido cuestionada por Goodison Park, el estadio del Everton. Celtic Park fue un éxito inmediato, atrayendo importantes ingresos por taquilla y una asistencia de 45 107 espectadores al partido entre Inglaterra y Escocia en el British Home Championship de 1894. El Celtic Football Club comprado el sitio por cien mil libras esterlinas en 1897.
El nuevo estadio inicialmente consistió en gradas con una capacidad de aproximadamente 40 000 espectadores. Era una forma oval alargada, similar a Hampden Park. También se construyeron alrededor del terreno de juego una pista de atletismo y una pista de ciclismo de hormigón. En el lado norte del césped había un pabellón y una tribuna con asientos. En 1898, el director del club, James Grant, financió la construcción de una galería y tribuna de prensa, construida sobre pilotes, en el lado sur del terreno de juego. Los dueños veían los partidos a través de ventanas correderas de asientos acolchados, pero tenían que subir cuatro tramos de escaleras para llegar a su posición y las ventanas con frecuencia estaban empañadas.
La tribuna Grant sufrió un incendio en 1927 y fue sustituida por una tribuna principal de un solo nivel, diseñado por Duncan y Kerr. Esta tribuna, que cuestó 35 000 libras y proporcionó 4 800 nuevos asientos, era más pequeña y menos recargada que la principal en Ibrox Park. La tribuna principal de Celtic Park tenía una función similar a Ibrox ya que en el faldón del tejado se situaba la tribuna de prensa. Aunque era apenas el tercer estadio más grande de Glasgow, Celtic Park tenía una capacidad mayor que cualquier estadio de todos los clubes en Inglaterra. El récord de asistencia en Celtic Park fue registrado en una Old Firm ante el Rangers el 1 de enero de 1938. Algunas fuentes dan la asistencia para este partido como 92 000, pero fuentes de la época indican que la asistencia fue de aproximadamente 83 500 espectadores.

### 1957–1994
Entre 1957 y 1971 se llevaron a cabo importantes mejoras en el estadio, en parte debido al gran éxito del Celtic bajo la dirección de Jock Stein. Se construyó un techo sobre el la tribuna occidental "Celtic End" en el año 1957, mientras que los reflectores se instalaron en 1959. La ilimunación artificial se utilizó por primera vez el 12 de octubre, en un partido amistoso contra el Wolverhampton Wanderers. La tribuna norte, conocido como "Jungle", se concretó en 1966 y también se le añadió un nuevo techo. El año siguiente se hizo lo propio en la tribuna oriental "Rangers End" en 1967, con el mismo diseño que el Rangers End de Hampden Park. Todo este trabajo significaba que el Celtic contaba más tribunas cubiertas que cualquier otro estadio del Reino Unido, a excepción de Wembley. Había 4 800 asientos, todos en la tribuna principal, en una capacidad total de 80 000 espectadores. Otros 3 900 asientos se instalaron en la tribuna principal en 1971, en la que se construyó un nuevo techo que costó 250 000 libras esterlinas. Fue apoyado por el marco de un poste de una de las porterías, y la viga superior medía 97,5 metros de largo. El diseño era defectuoso ya que el techo proporcionaba poca protección a los asientos y hubo que instalar columnas retractables para proporcionar estabilidad en caso de fuertes vientos o nevadas intensas. El Celtic posteriormente demandó a los diseñadores con éxito.

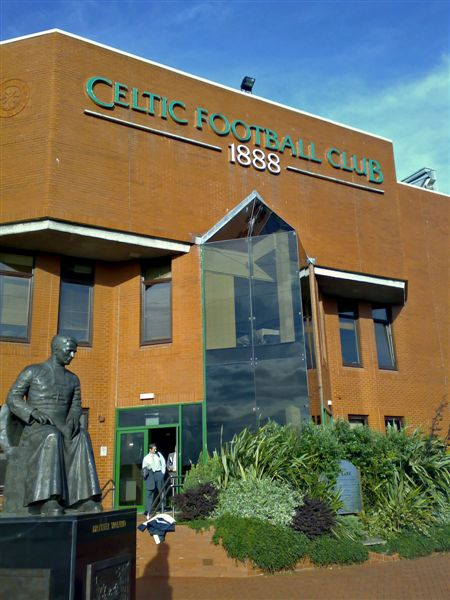
La fachada de Main Stand, o tribuna principal, fue reconstruida con motivo del centenario del club en 1988. La estatua del Hermano Walfrid (abajo a la izquierda) se erigió en 2005.

El reglamento de la Ley de Seguridad de los campos de deportes 1975 redujo la capacidad de Celtic Park a 56 500 espectadores, pero el club inició unas obras de remodelación para aumentar la capacidad a 67 000 espectadores. En 1986 se gastaron un millón de libras esterlinas en la sustitución del techo occidental con una réplica de la tribuna oriental, que había sido diseñado casi veinte años antes. La fachada de ladrillo rojo original de la tribuna principal fue reemplazada durante el año del centenario del club en 1988, mientras que se instalaron salones y oficinas. Aunque la tribuna principal se había modernizado, los graderíos sin asientos todavía predominaban en Celtic Park. Esto estaba en contraste con la mayoría de los otros grandes estadios del Reino Unido, en particular Ibrox, donde se han incrementado las capacidades de asientos. Esto dejó al Celtic en mala posición cuando el Informe Taylor ordenó que todos los clubes tenían que tener estadios cuyo aforo fuese con asientos en su totalidad.
Celtic estaba muy endeudado y había sido superado comercialmente de manera significativa por su rival del Rangers a principios de 1990. La junta Celtic inicialmente prevaricó en respuesta al Informe Taylor, en parte debido a las divisiones en el consejo. El presidente del Celtic en ese momento, Brian Dempsey, propuso un desarrollo en las tierras que controlaba en Robroyston, pero fue rechazada por sus colegas directores, Michael Kelly y Chris White, lo que dejó a Dempsey fuera del consejo. A pesar de estas divisiones, la propuesta de construir un nuevo estadio de 52 000 asientos en la planta de residuos industriales en Cambuslang se dio a conocer en abril de 1992. El plan de 100 millones de libras pretendía incluir amplios desarrollos comerciales que financiarían el estadio terminado, lo que sólo aportaría 32 000 asientos en una primera fase de la construcción. Hubo escepticismo sobre el plan ya que no estaba claro cómo el Celtic o su socio en el proyecto, Superstadia, obtendría la financiación necesaria. El sitio propuesto habría tenido que ser descontaminado, y se emitieron declaraciones contradictorias acerca de la estructura de propiedad de la urbanización. El permiso en fase de anteproyecto fue concedido en mayo de 1993.
Se precisó una fecha límite al mes de agosto de 1994 para convertir todo el aforo en completamente sentado. Incluso con el permiso concedido, la primera fase del programa de Cambuslang no estaría listo hasta 1995. Como medida provisional, el Celtic instalaría 5 033 asientos en la tribuna "Jungle" durante temporada 1992-93, a un costo de 350.000 libras esterlinas. La Junta esperó que al Celtic se le concediese una prórroga especial en las reglas. La instalación de asientos en "Jungle" tuvo un gran impacto emocional. Debido a las obras de ampliación en Hampden Park, la final de la Copa de Escocia de 1993 entre el Rangers y el Aberdeen tuvo lugar en Celtic Park. Esto significaba que el último partido oficial de la tribuna "Jungle" sería ocupado por los aficionados de los Rangers, que se proclamó campeón finalmente. Para evitar esto a los seguidores del Celtic se organizó un partido amistoso entre veteranos del Celtic y del Manchester United.
Durante la temporada 1993-94, la junta siguió hablando con optimismo acerca de sus planes. Reclamaron en febrero un fondo de 20 millones de libras esterlinas en plance de Gefinor, una institución financiera suiza. Sin embargo, la propia Gefinor publicó un comunicado negando el acuerdo e incluso contacto alguno con el club. El Celtic sufrió fuertes presiones del Bank of Scotland, que exigía una reducción de 1 millón de euros en sobregiro del club, lo que puso al club bajo amenaza de quiebra. A falta de apenas minutos antes de que expirase el plazo fijado por el banco, la junta capituló y vendió el club al empresario escocés-canadiense Fergus McCann.

### Reconstrucción
McCann rápidamente desechó el proyecto de Cambuslang y en su lugar comenzó planes para adaptar Celtic Park a los requisitos que exigía el Informe Taylor. La capacidad habría sido solo de 34 000 espectadores si los asientos se hubiesen instalado en las gradas restantes, que era mayor que el promedio de asistencia a los partidos del Celtic en las seis temporadas anteriores. McCann, que creía que el club podría llenar un estadio mucho más grande, decidió construir un nuevo estadio sobre el actual. En el verano de 1994, "Jungle" y las tribunas este y oeste fueron demolidas y sólo la estructura de la tribuna principal quedó intacta. Los relativamente nuevos asientos de "Jungle" fueron utilizados para actualizar los asientos en la tribuna principal. El Celtic jugó sus partidos como local en Hampden Park durante la temporada 1994-95, lo que costó al club 500 000 libras en concepto de alquiler. El Celtic invirtió más de 26 millones de libras para financiar el trabajo de dos ampliaciones de capital: 12,3 millones de libras en una cuestión de derechos (9,4 millones de libras invertidos por McCann) y 14 millones en una oferta pública. 10 000 aficionados compraron en la oferta pública, mientras que las ventas de entradas de la temporada aumentó de 7 000 a 26 000.
Los planes detallados se finalizaron en diciembre de 1994. El club pretendía construir un estadio de 60 000 asientos, que se completaría en tres fases. La primera fase fue la nueva tribuna norte, que fue diseñado por Percy Johnson-Marshall Associates, con trabajos de ingeniería de Hutter Jennings Titchmarsh y construido por Miller Construction. Celtic Park reabrió sus puertas con un amistoso contra el Newcastle, el 5 de agosto de 1995, con la nueva capacidad de 26 970 espectadores de la tribuna norte y 7 850 de la principal (sur). La capacidad aumentó con una tribuna temporal en el sitio del antiguo graderío oeste, que tenía 2 800 asientos. La segunda fase de la remodelación se completó en agosto de 1996, con la apertura de la tribuna este con capacidad para 13 006 espectadores. La tercera fase se completó en febrero de 1998 con la apertura de la esquina suroeste. Esto fue seguido por la Fase 3b, la tribuna Jock Stein, en el sitio anterior de la tribuna oeste, que fue inaugurada en agosto de 1998 con un partido contra el Liverpool. Esta tercera fase añadió otros 13 006 asientos, con lo que la capacidad total del nuevo Celtic Park alcanzaba los 60 355 espectadores. La segunda y tercera fase fueron construidas por Barr Construction. Toda la remodelación costó alrededor de 40 millones de libras y convirtió a Celtic Park en el estadio de club más grande en el Reino Unido en ese momento. En la temporada 1998-99 el promedio de asistencia fue de 59 224 espectadores y las ventas de entradas de la temporada superaron las 53 000, el número más alto en Gran Bretaña en ese momento.

## Estructura e instalaciones

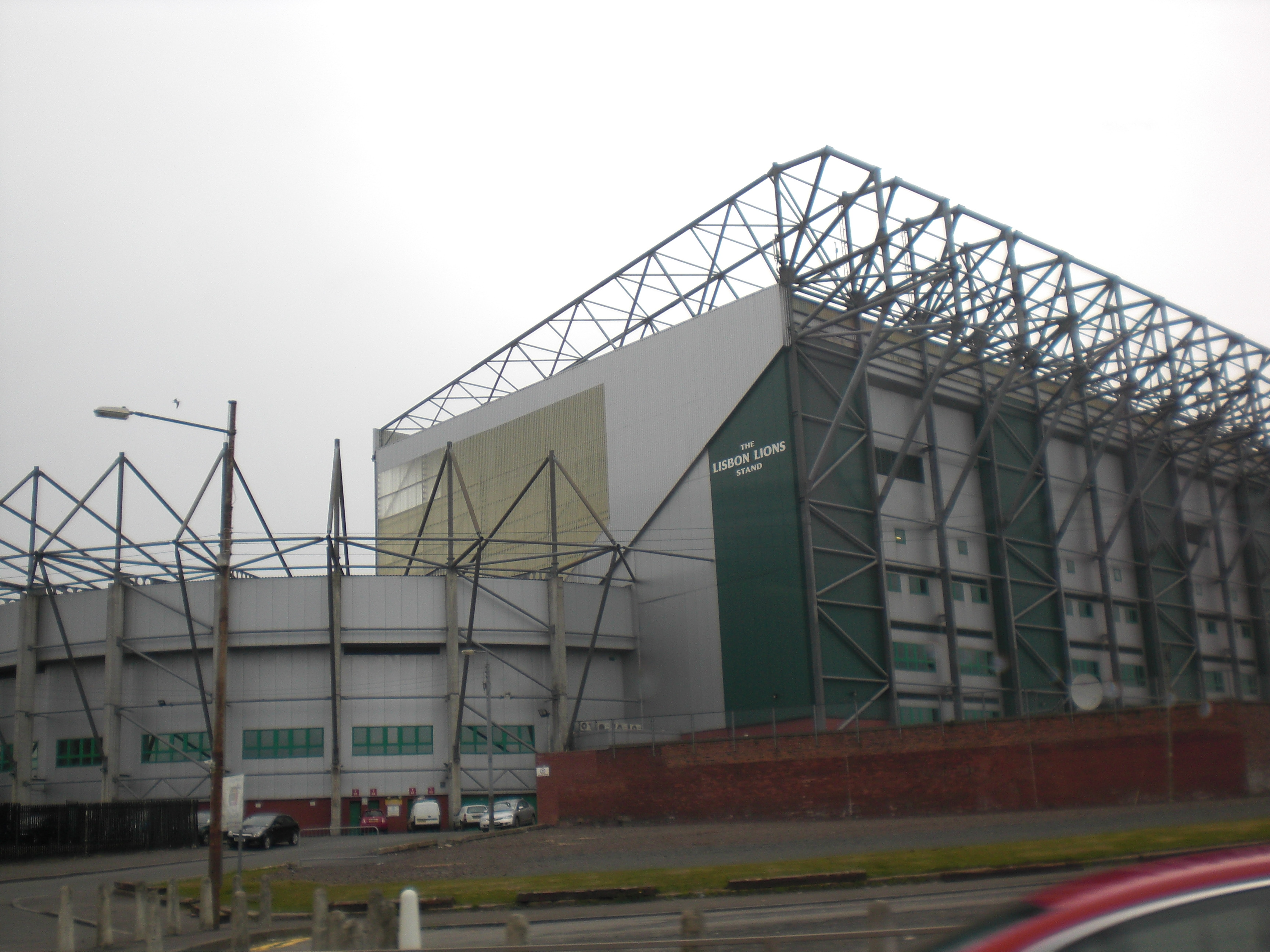
La tribuna este, conocida los «Leones de Lisboa».

Celtic Park es un estadio con su aforo completamente sentado, aunque se divide en cuatro secciones geográficas, conocido oficialmente como tribunas con la Norte, Jock Stein, los Leones de Lisboa (este) y principal (sur). La tribuna norte, este y oeste destaca por formar un bucle continuo de dos niveles. Las tribunas este y oeste tiene una capacidad de 13 006 espectadores, mientras que la norte tiene 26 970 espectadores. La tribuna principal tiene 7 850, dando una capacidad total de 60 832 espectadores. Celtic Park tiene, actualmente, una forma rectangular, creando un ambiente cerrado e intimidante en los partidos importantes. Celtic Park recibió el 60% de los votos en una encuesta de la BBC Radio Five Live en 2002 para encontrar el mejor estadio del Reino Unido.

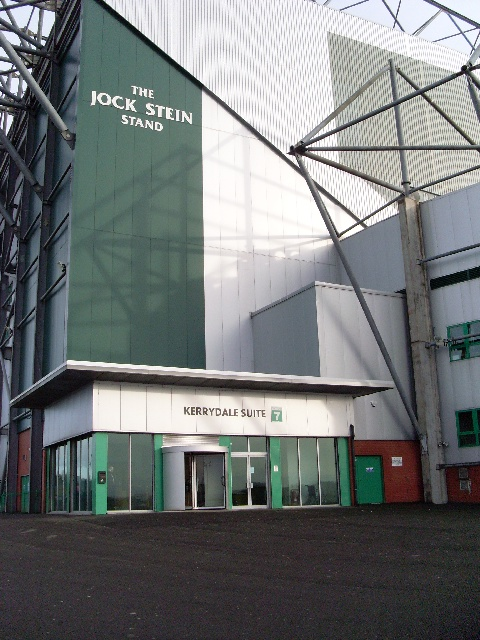
La tribuna oeste o Jock Stein, llamada así en honor al mítico futbolista del Celtic.

La tribuna norte se comprime en un espacio estrecho entre el campo y el cementerio Eastern Necropolis. Parte de la grada superior está construida en voladizo sobre el cementerio. Para ahorrar al menos un millón de libras en estructuras de acero adicional, se instalaron catorce pilares internos para sostener el techo. Algunos residentes locales se opusieron la tribuna norte debido a la sombra que proyecta sobre el cementerio, ya que el club creía que era necesaria la instalación de 4 000 asientos en la tribuna norte para completar el proyecto. Se aprobaron las propuestas debido a que los funcionarios locales sentían que el Celtic había llegado con la mejor solución posible al problema. El club escocés pagó 10 000 libras en concepto de compensación a los residentes a los que se le había prometido espacio abierto "en el centro de la tierra hacia el cielo". La estructura también tenía que tener en cuenta la necesidad de mantener el acceso a la tribuna norte a lo largo de Janefield Street, acceso que estuvo cerrado al público desde la remodelación. Entre los dos niveles hay 18 palcos y un restaurante. Hay 1 600 asientos en la sección inferior de la tribuna norte, que dispone de calefacción, operado por un interruptor de pie.
La tribuna principal (la Main Stand, al sur) ahora es la parte más antigua del estadio, tras haber sido construido en 1929, a pesar de que fue instalado un nuevo techo en 1971 y la fachada fue reconstruida en 1988. Se añadieron hojas translúcidas a la azotea de la Main Stand en 1998, para permitir la entrada de más luz solar sobre el terreno de juego. Suspendido de la viga del techo de la tribuna principal en una caja acristalada estaba la sala de prensa, pero se convirtió en dos palcos en 1988. Junto con el principal entramado horizontal hay dos columnas retractables. Estas pueden girar hacia abajo a un punto de fijación en la pared trasera de la antigua paddock, que proporciona una estabilidad adicional en caso de fuertes vientos o nieve pesada.

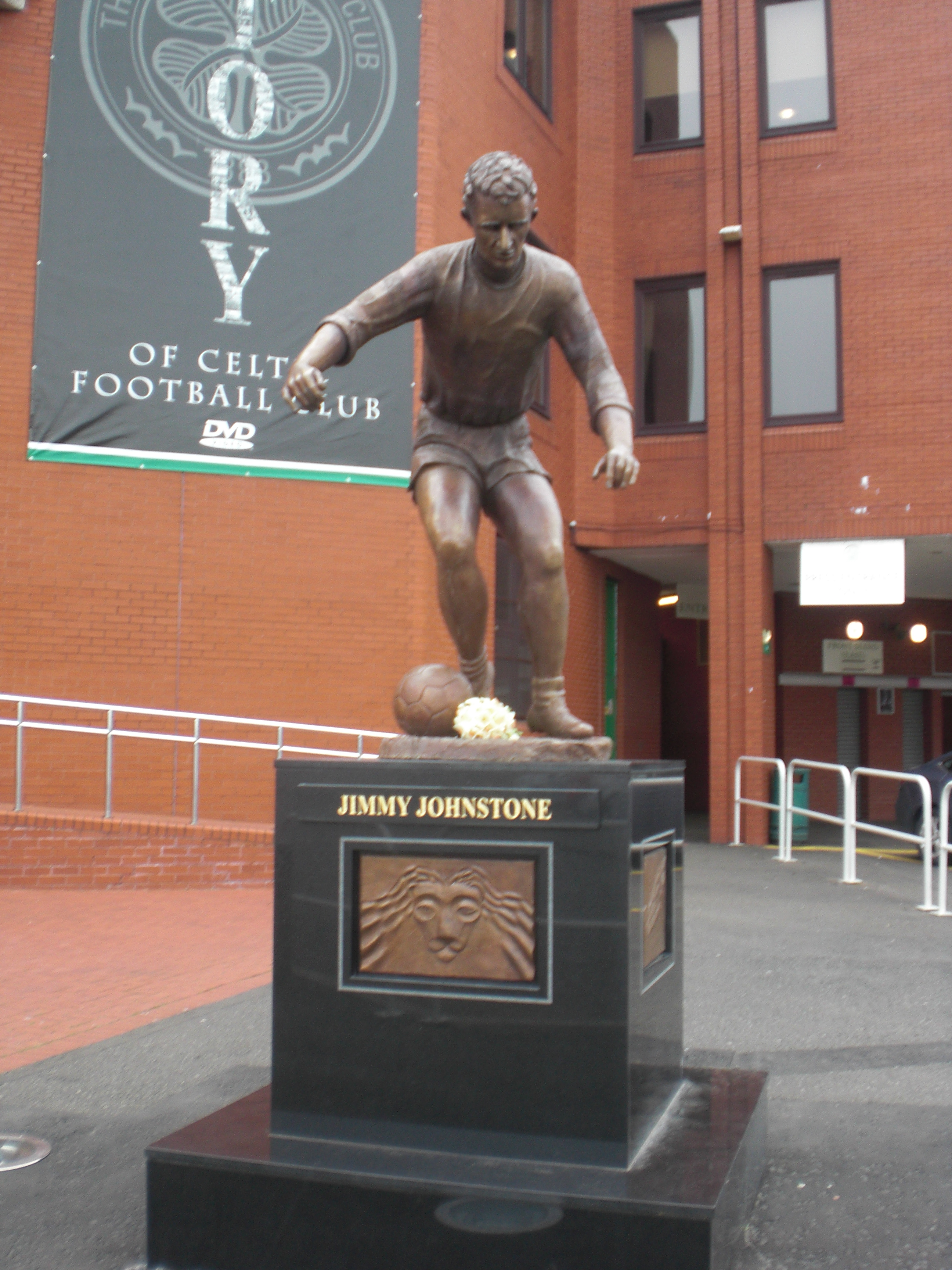
Estatua en honor a Jimmy Johnstone en la entrada principal de Celtic Park.

La grada este abrió sus puertas en 1996 y en 2000 recibió el nombre de los Leones de Lisboa, el equipo del Celtic que ganó la final de la Copa de Europa de 1967. La ceremonia de cambio de nombre fue unos días después de un partido de la Copa de Escocia que tuvo ser pospuesta después de que fuertes vientos dañasen los canalones de la tribuna. Los aficionados del equipo visitante se encuentran en la tribuna de los Leones de Lisboa, en la esquina sureste de la planta. Parte de la sección de distancia tiene su visión restringida por uno de los pilares de apoyo de la tribuna principal. El Celtic ofrece un descuento en estos asientos.
Escribiendo en 1996, Simon Inglis señaló que la zona de la tribuna principal es un área de pobreza urbana "que recuerda a Belfast durante el conflicto". También se están llevando a cabo obras de reurbanización en la zona, en previsión de los Juegos de la Commonwealth 2014, en un programa conocido como el 'Triángulo Celtic'. Desde 2005 se han erigido las estatuas del Hermano Walfrid, Jimmy Johnstone y Jock Stein en las inmediaciones de la tribuna principal.
El Celtic ha considerado la posibilidad de aumentar la capacidad de Celtic Park por la reurbanización de la tribuna principal. Un estadio con sus tribunas cerradas de dos niveles completado daría a Celtic Park una capacidad de cerca de 75 000 espectadores. El presidente ejecutivo del Celtic, Peter Lawwell, declaró en abril de 2007 que se podría agregar a la capacidad actual otros 8 000 asientos, pero el trabajo no se consideró rentable. En septiembre de 2011, el Celtic inició un estudio de viabilidad sobre la creación de una sección segura de pie en Celtic Park. Aunque hay una ley en Inglaterra que previene a los clubes de primera división tener secciones de pie, en Escocia, sin embargo, no existe. Las normas de la Scottish Premier League (SPL) evitan que los clubes tengan secciones de pie, pero estas pueden ser modificados por una mayoría de dos tercios de los clubes de la SPL. En noviembre de 2011, el director ejecutivo de la SPL, Neil Doncaster, expresó su apertura sobre el tema y le gustaría ver un estudio más a fondo sobre ello.